# ولپینیت (واشینگتن)
ولپینیت (به انگلیسی: Wellpinit) یک منطقهٔ مسکونی در ایالات متحده آمریکا است که در شهرستان استیونز، واشینگتن واقع شده‌است. ولپینیت ۷۳۴٫۸۸ متر بالاتر از سطح دریا واقع شده‌است.